# آلکای (جونین)
آلکای (به اسپانیایی: Alcay) یک کوه در پرو است که در Peru, Junín Region, Lima Region واقع شده‌است. آلکای ۵٬۳۵۹ متر بالاتر از سطح دریا واقع شده‌است.